# Caciques Cabimas Rugby Football Club
Caciques Cabimas Rugby Football Club, también conocido como Caciques de Cabimas, es un equipo venezolano de rugby. Tiene su sede en Cabimas, estado Zulia. Juega como local en el estadio La Salina localizado en el sector Concordia. Fue fundado en 2011. En sus inicios, Caciques CRFC era el equipo juvenil masculino M-18 del club Tigres de Cabimas

## Historia
Fue fundado en 2011 por jugadores provenientes de la juvenil del club Tigres de Cabimas, el con el objetivo de impulsar el rugby a nivel local y nacional. A partir de 2016 participa en el Campeonato Nacional de Clubes. Ha sido subcampeón en dos ocasiones del Torneo de Rugby Santa Teresa Seven a side y fue campeón en 2015 XXII “Torneo Internacional de Rugby Los Andes” en la categoría juvenil m-18 disputado en febrero de 2015.

## Palmarés
Torneo de Rugby Santa Teresa Seven a side
Campeón Copa Plata 2014, categoría Juvenil m-18.
Subcampeón juvenil categoría m-18 2015
.